# Megachile ponticum
Megachile ponticum är en biart som först beskrevs av Johann Dietrich Alfken 1933.  Megachile ponticum ingår i släktet tapetserarbin, och familjen buksamlarbin. Inga underarter finns listade i Catalogue of Life.